# NovaGob
NovaGob comenzó como una red social vertical y especializada, orientada a la función pública y a profesionales de la administración pública en el ámbito concreto iberoamericano. Actualmente, está constituida como una fundación dedicada a impulsar la innovación pública.

## Origen y funcionamiento
La red social NovaGob, creada en 2013, tiene un marcado apoyo académico, y pretende ofrecer un espacio de encuentro a profesionales públicos.
El acceso a NovaGob es abierto a todas las personas profesionales que trabajan en el sector público o tienen interés en lo público (funcionariado, sector académico, de la consultoría, de la sociedad civil, etc.). Para formar parte de la red, se debe pasar un proceso de validación inicial. Una vez dentro, la red actúa como soporte para la apertura de grupos, debates, blogs, eventos y desarrollo de wikis, siempre dentro del ámbito de conocimiento sobre lo público.
Como red social especializada, NovaGob ha recibido numerosas menciones. Ha sido considerada en la revista Nature como ejemplo de los cambios que las tecnologías sociales están realizando en el sector público, ayudando a los empleados públicos a conectar entre sí para la mejora de los servicios públicos. La OCDE ha hecho también mención de cómo el proyecto NovaGob ha conseguido reconocer buenas prácticas en el ámbito público latinoamericano. NovaGob ha aparecido también en medios de prensa nacionales e internacionales, como parte de un contexto innovador idóneo para lograr una administración más digital

## Actividades
- A partir de 2014, la red comenzó a celebrar congresos anuales (I,[10] II[11][12] y III[13] Congreso Iberoamericano de Innovación Pública NovaGob), así como premios de excelencia a buenas prácticas en las administraciones públicas (Premios NovaGob Excelencia).[14]
- En octubre de 2016 NovaGob lanzó el Laboratorio de Gobierno para la Innovación Pública en Iberoamérica, primer Laboratorio de Gobierno en España, con el apoyo de la Universidad Autónoma de Madrid.[15]
- En junio de 2017, la red social NovaGob alcanzó 10 000 personas registradas[16] y en 2023 supera las 17.000.